# Quercus daimingshanensis
Quercus daimingshanensis és una espècie de roure que pertany a la família de les fagàcies i està dins del subgènere Cyclobalanopsis, del gènere Quercus.

## Descripció
Quercus daimingshanensis és un arbre perennifoli que creix fins als 15 m d'altura. Les branques estan desproveïdes de pèl. Les fulles fan 4-7 x 1,5-3 cm, el·líptiques, glabres, de color blanquinós per sota, de color verd fosc per sobre. Cuneades la base, l'àpex curtament acuminat, denticulats marge a prop de l'àpex, amb 7-9 parells de venes poc visibles per sobre de la fulla i lleugerament alçades per sotade la fulla. Els pecíols fan 5-8 mm, glabres. Les flors floreixen entre març i abril. Les inflorescències femenines fan 1 cm i porten de 3 a 5 glans. Les glans són oblongues de 2 cm de llarg x 1,3 cm d'ample, glabres, tancades 1/3 de la tassa. La tassa és semiesfèrica vellutada a l'exterior, escales en 5-6 anells concèntrics amb els marges denticulats apicals, altres senceres. La cicatriu fa 3-5 mm, plana, l'estil és persistent. Les glans maduren en 1 any.

## Distribució i hàbitat
Quercus daimingshanensis creix al centre de la província xinesa de Guangxi (Daming Shan), als boscos muntanyencs mixtos mesofítics, al voltant dels 1000 m.